# Єпархія святого Георгія в Кантоні
Єпархія святого Георгія в Кантоні (лат. Eparchia Sancti Georgii Martyris Romenorum, рум. Eparhia Sfântul Gheorghe de Canton) — єпархія Румунської греко-католицької церкви з центром у місті Кантон, штат Огайо, США.

## Історія
4 грудня 1982 року Папа Римський Іван Павло II видав буллу «Romenorum multitude», якою заснував Апостольський екзархат США для вірних Румунської греко-католицької церкви.
26 березня 1987 року Апостольський екзархат США Румунської греко-католицької церкви був піднесений до рангу єпархії.

## Сучасний стан
Єпархія святого Георгія в Кантоні є єдиною єпархією для румунських греко-католиків, які проживають в США та Канаді (з 23 квітня 2013 року юрисдикції єпархії підлягають румунські греко-католики Канади). Катедральним собором єпархії святого Георгія в Кантоні є собор святого Георгія.
За даними на 2014 рік єпархія святого Георгія в Кантоні нараховувала: 6 200 вірних, 16 парафії і 28 священиків.

## Єпископи
- Васіле Луїс Пушкаш (4 грудня 1982 — 2 липня 1993)
- Джон Майкл Ботеан (з 29 березня 1996)